# Ireneusz Sańka
Ireneusz Sańka (ur. 28 kwietnia 1959, zm. 23 listopada 2019) – polski siatkarz, wicemistrz Polski (1978, 1979, 1987), reprezentant Polski.

## Życiorys
Był wychowankiem Hutnika Kraków, w zespole seniorskim debiutował w sezonie 1977/1978. Z krakowskim klubem zdobył dwukrotnie wicemistrzostwo Polski (1978, 1979), ale zrezygnował z gry w sezonie 1979/1980, po dyskwalifikacji grającego w tej samej drużynie brata - Jacka Sańki. Razem z bratem powrócił jednak do zespołu w sezonie 1980/1981 i wywalczył brązowy medal mistrzostw Polski. W 1982 przerwał karierę z powodu kłopotów z kręgosłupem, ale wznowił ja w 1985 i w sezonie 1985/1986 wywalczył brązowy medal mistrzostw Polski, a w sezonie 1986/1987 trzeci raz wicemistrzostwo Polski.
W maju 1977 wystąpił w 5 spotkaniach towarzyskich reprezentacji Polski, podczas turnieju w Bratysławie.